# Varneville-Bretteville
Varneville-Bretteville là một xã thuộc tỉnh Seine-Maritime trong vùng Normandie miền bắc nước Pháp.

### Huy hiệu
| Arms of Varneville-Bretteville | The arms of the commune of Varneville-Bretteville are blazoned: Gules, a lion, and in chief 2 griffon's heads Or. |

## Dân số
| Năm | 1962 | 1968 | 1975 | 1982 | 1990 | 1999 | 2006 |
| --- | ---- | ---- | ---- | ---- | ---- | ---- | ---- |
| Dân số | 251  | 267  | 236  | 254  | 289  | 292  | 300  |
| From the year 1962 on: No double counting—residents of multiple communes (e.g. students and military personnel) are counted only once. |      |      |      |      |      |      |      |